# 大口光尾鲨
大口光尾鲨（学名：Apristurus macrostomus）为软骨鱼纲真鲨目猫鲨科光尾鲨属的鱼类。在中国，分布于南海等海域。该物种的模式产地在珠江口外海。栖息深度可达913米，体长可达38公分。